# Robert Neville (Militär)

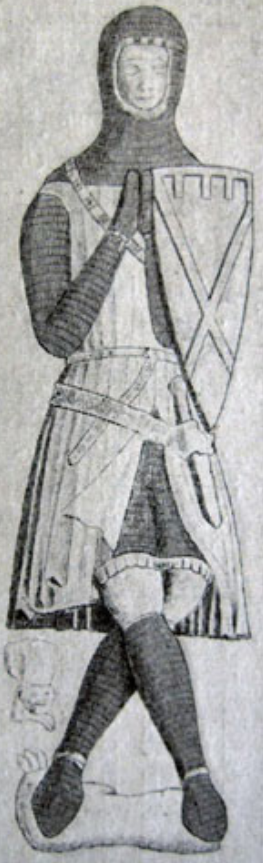
Grabdenkmal für Robert Neville in der Pfarrkirche von Brancepeth. Darstellung aus dem 19. Jahrhundert.

Sir Robert Neville (* vor 1291; † 6. Juni 1319 bei Berwick) war ein englischer Militär. Aufgrund seiner Prahlerei wurde er als Peacock of the North („Pfau des Nordens“) bezeichnet.

## Leben
Robert Neville war der älteste Sohn von Ranulph Neville, 1. Baron Neville de Raby und dessen Frau Euphemia Clavering. Als junger Ritter kämpfte er während des Schottischen Unabhängigkeitskriegs in Schottland. In der Schlacht von Roslin 1303 kam er mit seinen Truppen einer anderen Abteilung der englischen Armee zu Hilfe und konnte den bereits in Gefangenschaft geratenen John Seagrave, den englischen Statthalter in Schottland, wieder befreien. 1314 nahm Neville am Feldzug des englischen Königs Eduard II. nach Schottland teil. Dabei geriet er in der Schlacht von Bannockburn in schottische Gefangenschaft. Nach seiner Auslösung diente er weiter an der schottischen Grenze. 1316 tötete er während eines Streits auf der Elvet Bridge in Durham Richard Fitzmarmaduke, den Verwalter der Ländereien von Bischof Louis de Beaumont. Im Juni 1319 gehörte er mit seinen Brüdern Ralph, Alexander und John einer Streitmacht an, die einen Vorstoß nach Berwick machte. Dabei wurden sie von einer schottischen Streitmacht unter James Douglas gestellt und geschlagen. Während seine Brüder in Gefangenschaft gerieten, wurde Robert getötet. Das Datum des Gefechts und von Roberts Tod ist nicht gesichert. Nach anderen Angaben fand das Gefecht erst im September 1319 während der englischen Belagerung von Berwick statt, was jedoch als unwahrscheinlich gilt. Robert wurde in der Pfarrkirche von Brancepeth im County Durham beigesetzt, wo sein Grabdenkmal erhalten ist.
Robert hatte 1315 oder 1316 eine Elena (auch Ellen) geheiratet, deren Herkunft unbekannt ist. Die Ehe war jedoch kinderlos geblieben. Nach seinem Tod wurde sein jüngerer Bruder Ralph zum Erben ihres Vaters.